# Grengiols
Grengiols é uma comuna da Suíça, no Cantão Valais, com cerca de 451 habitantes. Estende-se por uma área de 58,5 km², de densidade populacional de 7,7 hab/km².  Confina com as seguintes comunas: Baceno (IT-VB), Betten, Binn, Bister, Ernen, Filet, Lax, Martisberg, Ried-Brig, Termen, Varzo (IT-VB). 
A língua oficial nesta comuna é o Alemão.